# 電気系6学会
電気系6学会（でんきけいろくがっかい）は、電気工学に関する以下の学会の総称。
- 電気学会（1888年創立）
- 照明学会（1916年創立）
- 応用物理学会（1946年創立）
- 情報処理学会（1960年創立）
- 映像情報メディア学会（1933年創立）
- 電子情報通信学会（1917年創立）

このうち応用物理学会以外の5学会は、「電気系5学会」ないしは「電気・情報関連5学会」としても連携している。